# Данг Ван Лам
Лев Шо́нович Данг или Данг Ван Лам (вьет. Đặng Văn Lâm; род. 13 августа 1993, Москва) — вьетнамский футболист российского происхождения, вратарь клуба «Биньдинь» и сборной Вьетнама.

## Биография

### Клубная карьера
Воспитанник футбольной академии московского «Спартака». После нескольких лет занятий был отправлен в юношескую команду «Крылья Советов» (Москва), а после возвращения «Спартак» оказался в нём не заинтересован. Затем перешёл в академию «Динамо», где занимался до окончания школы, взрослый контракт ему предложен не был.
В начале 2010-х годов уехал во Вьетнам, где проходил просмотр в нескольких клубах высшего дивизиона, в итоге присоединился к команде «Хоангань Зялай». Первое время выступал за дубль, потом пробился в основную обойму команды, где был сменщиком нигерийского легионера. В 2013 году выступал за фарм-клуб из Лаоса — «Хоангань Аттапеу», стал серебряным призёром чемпионата Лаоса.
В 2013—2014 годах также выступал за любительские клубы в России по большому футболу и футболу 8×8. Стал победителем «Континентальной футбольной лиги» в составе команды «Дуслар» (Москва).
С 2015 года играл за «Хайфон», в первом сезоне был дублёром, а с мая 2016 года выходил на поле. В сезоне 2016 года стал серебряным призёром чемпионата. Всего в 2016—2018 годах сыграл 59 матчей в чемпионате Вьетнама.

### Карьера в сборной
В 2010—2011 годах выступал за юношескую сборную страны, причём получил первый вызов, ещё не сыграв ни одного матча за клуб.
С 2016 года вызывался в национальную сборную Вьетнама. Дебютный матч сыграл 13 июня 2017 года в матче отборочного турнира Кубка Азии против Иордании (0:0). Победитель чемпионата АСЕАН 2018 года, на турнире сыграл все 8 матчей.
Участник финального турнира Кубка Азии 2019 года.

## Личная жизнь
Родился в семье вьетнамского хореографа и русской актрисы театра. Брат Алексей (род. 1997) также занимается футболом, выступал за юношеские команды во Вьетнаме, а также за российское «Одинцово» в любительских соревнованиях.
- Отец: Данг Ван Шон[6]
- Мать: Ольга Жукова[6]